# 辰泰巴赫河
46°30′58″N 7°35′03″E / 46.51623°N 7.58415°E
辰泰巴赫河是瑞士的河流，位於該國中西部，流經伯恩州，屬於恩斯特利格河的左支流，處於伯訥前阿爾卑斯山脈地區，河道全長5公里。